# Emanuel Rego
Emanuel Fernando Scheffler Rego, född 15 april 1973 i Curitiba, är en brasiliansk beachvolleybollspelare.
Rego har vunnit VM tre gånger och vunnit guld, silver och brons vid OS.